# Colibrí ardent
El colibrí ardent (Selasphorus ardens) és una espècie d'ocell de la família dels troquílids (Trochilidae). És endèmic de Panamà, on viu a altituds d'entre 1.000 i 2.520 msnm. El seu hàbitat natural són els matollars situats en clarianes i els marges dels boscos. Està amenaçat per la fragmentació del seu hàbitat com a resultat de la desforestació relacionada amb l'agricultura de subsistència, l'expansió dels cafetars i el pasturatge dels ramats, així com per l'abús dels pesticides i els incendis forestals. El seu nom específic, ardens, significa 'ardent' en llatí.